# Maria Elisabet av Sverige

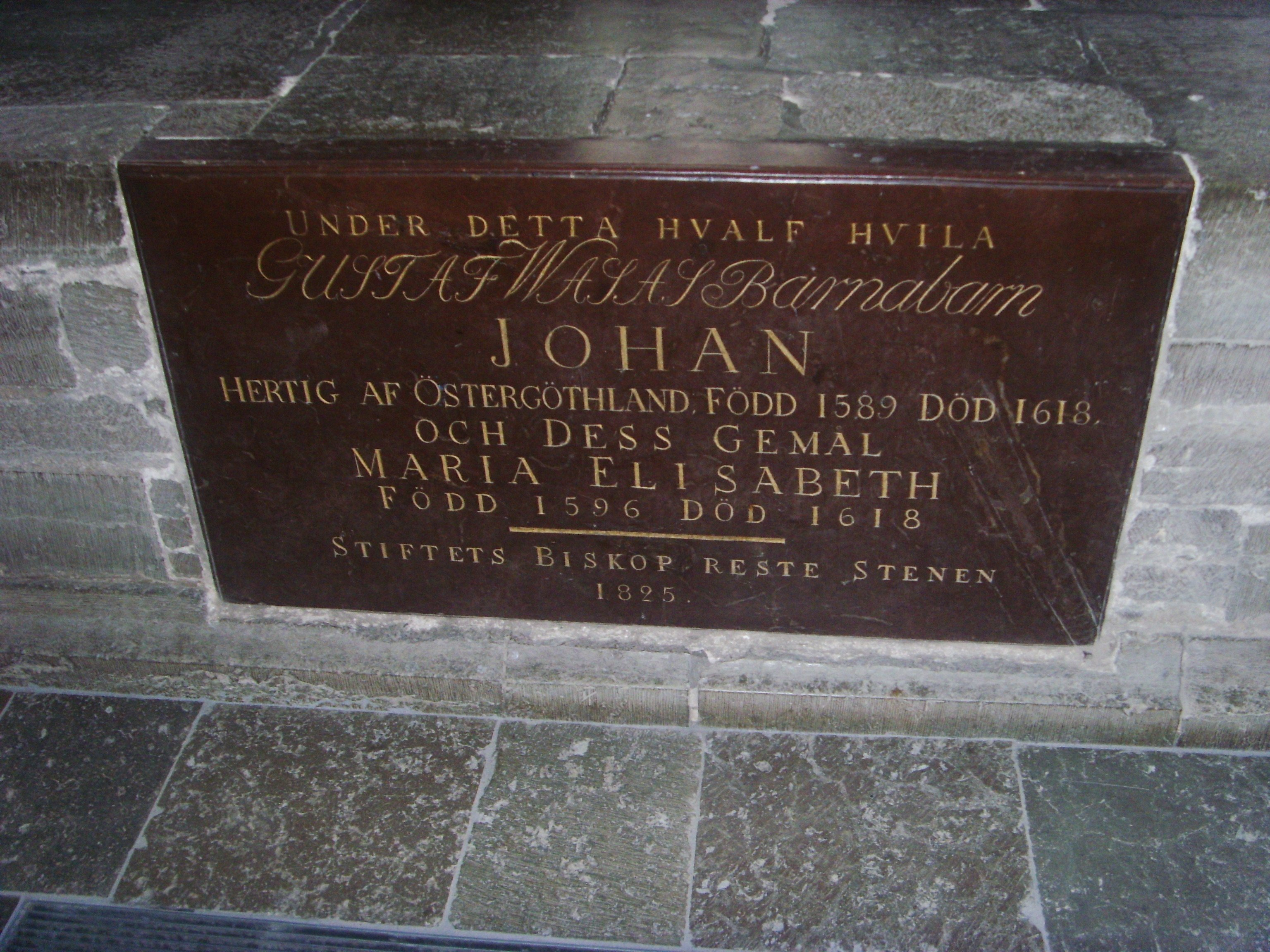
I Linköpings domkyrka hittas hertigparets gravplats. Texten på minnesstenen lyder: Under detta hvalf hvila Gustaf Wasas barnabarn Johan, hertig af Östergöthland, född 1589, död 1618, och dess gemål Maria Elisabeth, född 1596, död 1618. Stiftets biskop reste stenen 1825.

Prinsessan Maria Elisabet av Sverige, född 10 mars 1596 på Örebro slott, död  7 augusti 1618 på Bråborgs slott, var dotter till hertig Karl (sedermera Karl IX) och Kristina av Holstein-Gottorp.

## Biografi
Maria Elisabet tycks ha lidit av någon slags nervsjukdom eller psykisk sjukdom och led av något slags anfall eller "konvulsioner" (möjligen epilepsi?). Hon sades ha blivit mycket bortskämd av sina föräldrar, som gjorde sitt bästa för att dölja hennes sjukdom. Hon vigdes med sin kusin hertig Johan av Östergötland på Stockholms slott Tre kronor 1612. Äktenskapet blev barnlöst och brukar inte beskrivas som lyckligt, men de levde mycket luxuöst med sitt eget hov på sina residens i Vadstena och Bråborg.
Maria Elisabet dog av sin livslånga sjukdom endast 22 år gammal och ligger begravd vid sidan av sin make i Linköpings domkyrka.

## Häxjakt
Hertigen och hertiginnan av Östergötland regerade ganska självständigt i sitt eget hertigdöme och Maria Elisabet tycks ha utövat visst inflytande. Här iscensattes Sveriges första häxjakt på 1610-talet, för vilken hertigparet var direkt ansvariga. En kvinna, kallad Tobohäxan, sägs ha anklagats av hovpredikanten Claudius Prytz för att ha förgjort hertigparet och avrättades i Söderköping. En ny lag utfärdades som tillät stränga och godtyckliga straff för trolldom, då den gällande landslagen inte var tillräcklig för hertigens intentioner, och sju kvinnor avrättades i Finspång 1617, bland dem Elin i Näs. Denna verksamhet tillskrevs många gånger hertigparet: "tvenne slemma och beryktade trollkonor, som deras F. [Furstliga] Nåder hertig Johan och hans älskliga gemål F. [Furstinnan] Maria Elisabet efter Guds tillstädelse förgjorde, brända emellan vika på en ort som kallas Skogby vad [nära Kuddby] vad".
Då den verkliga häxjakten utlöstes år 1669 påminde Per Brahe den yngre om häxjakten i Östergötland på 1610-talet: "Att förfara alltför skarpt med dem som äre inicerade, efter de inbilla sig mycket som inte är realt, och den skarpa executionen lär öka trolldomen, som i H. Johans tid skedde", och "Hr Riksdrotsen påminte sig om Hertig Jans furstinna. Hon begynte till att låta bränna några, så att på sistone icke en hustru var, som icke allenast var beskylld". Endast omkring tio avrättningar är dock bekräftade.